# 朱安駅
朱安駅（チュアンえき）は、大韓民国仁川広域市弥鄒忽区朱安洞にある、韓国鉄道公社（KORAIL）と仁川交通公社の駅。

## 乗り入れ路線
京仁線（首都圏電鉄1号線）と仁川都市鉄道2号線の2路線が乗り入れている。
2路線共に駅番号を導入している。京仁線の駅番号は「156」、仁川交通公社2号線の駅番号は「I218」。

## 沿革
- 1910年10月21日 - 京仁線の普通駅として開業[1]。
- 1974年8月15日 - 首都圏電鉄1号線が営業開始により電鉄駅となる。
- 1997年6月1日 - 朱仁線廃止。
- 2002年3月15日 - 富平駅から当駅までの区間が複々線化され、急行電車の運行区間が当駅まで延長される。
- 2004年9月1日 - 貨物取扱中止[2]。
- 2005年12月21日 - 複々線区間が東仁川駅まで延伸し、急行電車の運行区間が東仁川駅まで延長される。
- 2016年7月30日 - 仁川地下鉄2号線が開業し、乗り換え駅となった[3]。
- 2017年 7月7日 : 京仁線特急の運行を開始。

## 駅構造

### 韓国鉄道公社
島式ホーム2面4線の地上駅で橋上駅舎を有する。

### のりば

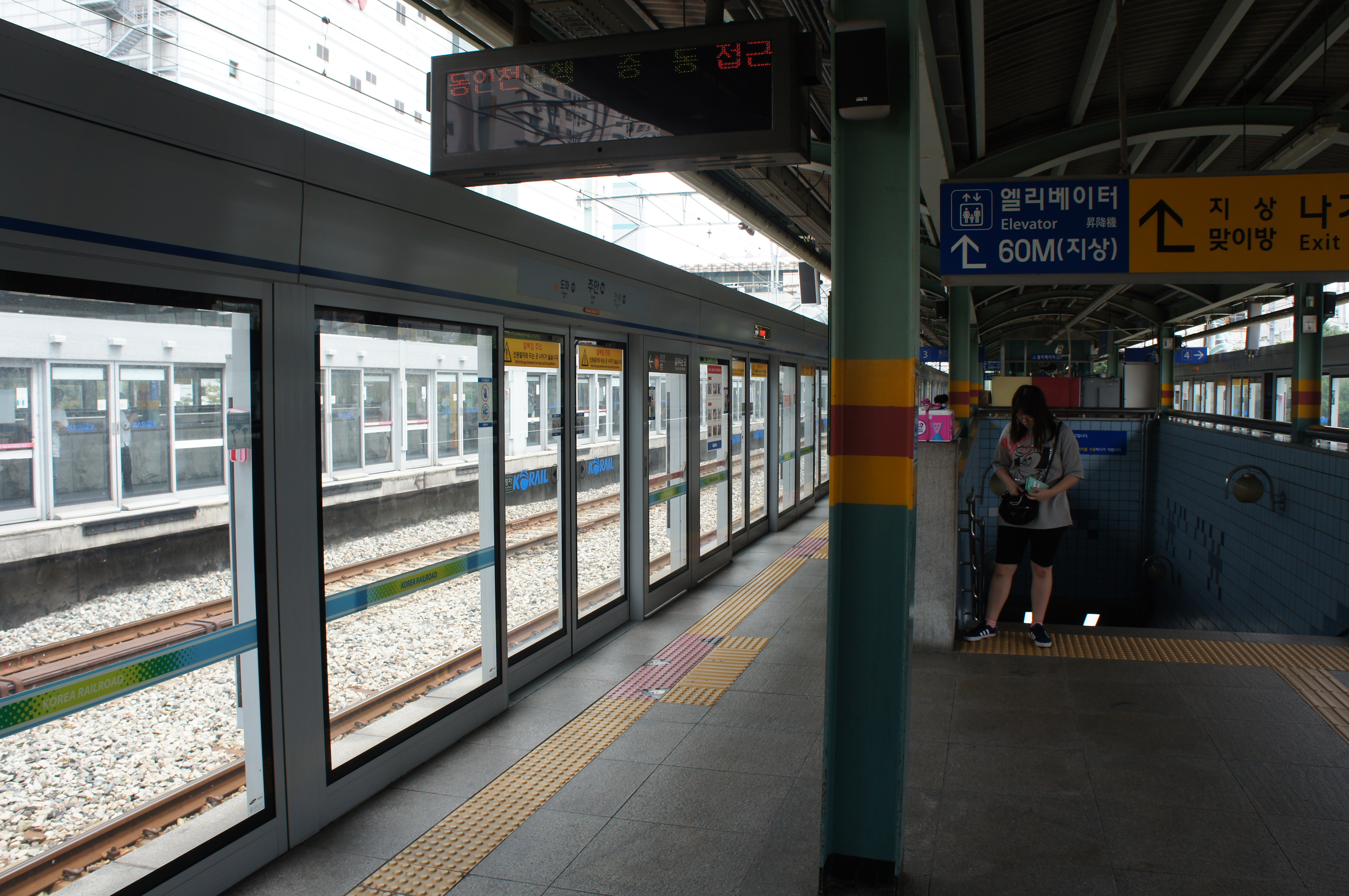
プラットホーム

| 番線 | 路線                         | 種別 | 行先                                           |
| ---- | ---------------------------- | ---- | ---------------------------------------------- |
| 1    | 京仁線 · （首都圏電鉄1号線） | 緩行 | 九老・地下ソウル駅・清凉里・議政府・逍遥山方面 |
| 2    | 京仁線 · （首都圏電鉄1号線） | 急行 | 富平・富川・九老・永登浦・龍山方面             |
| 3    | 京仁線 · （首都圏電鉄1号線） | 急行 | 東仁川方面                                     |
| 4    | 京仁線 · （首都圏電鉄1号線） | 緩行 | 東仁川・仁川方面                               |

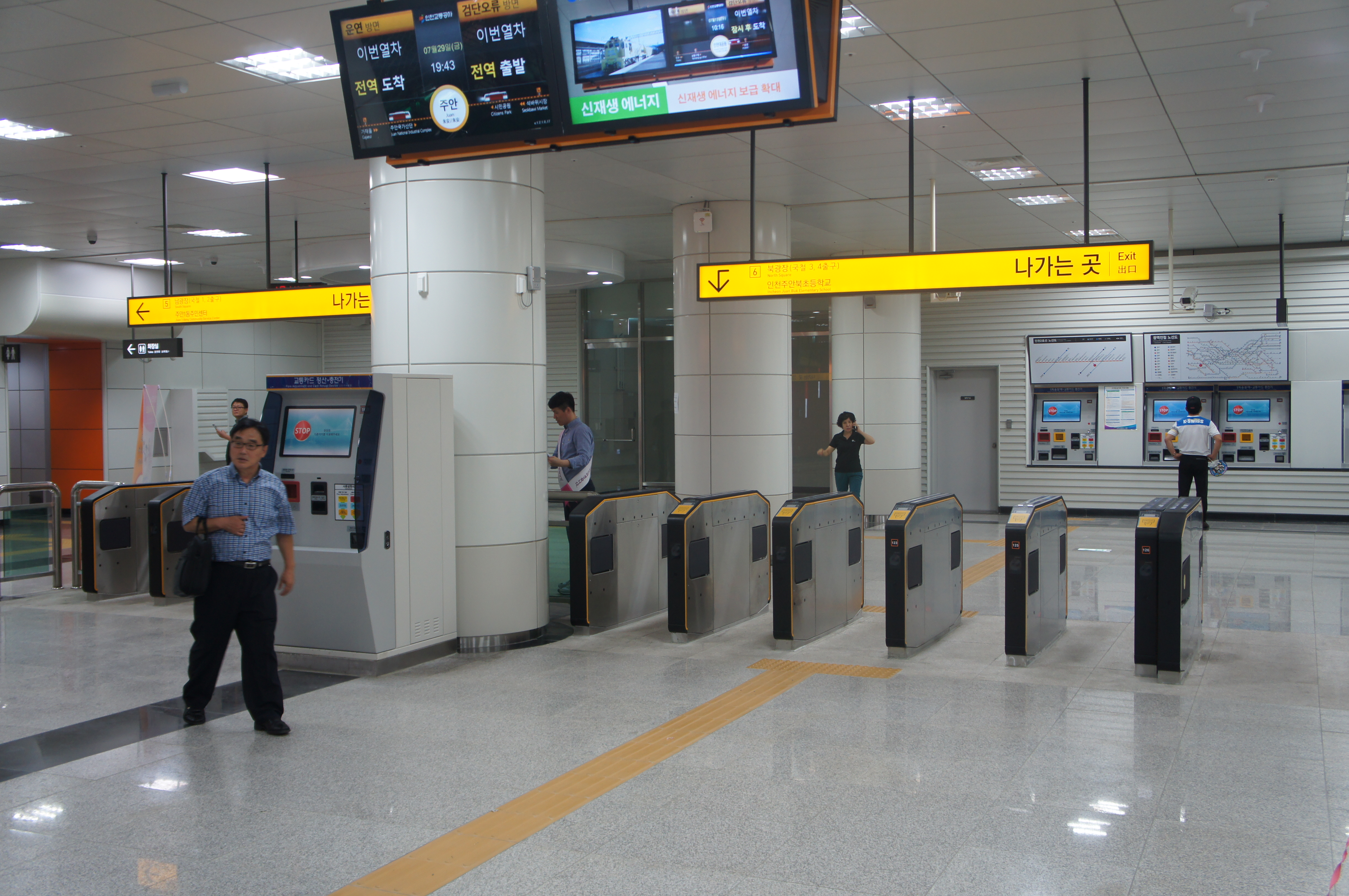
改札口
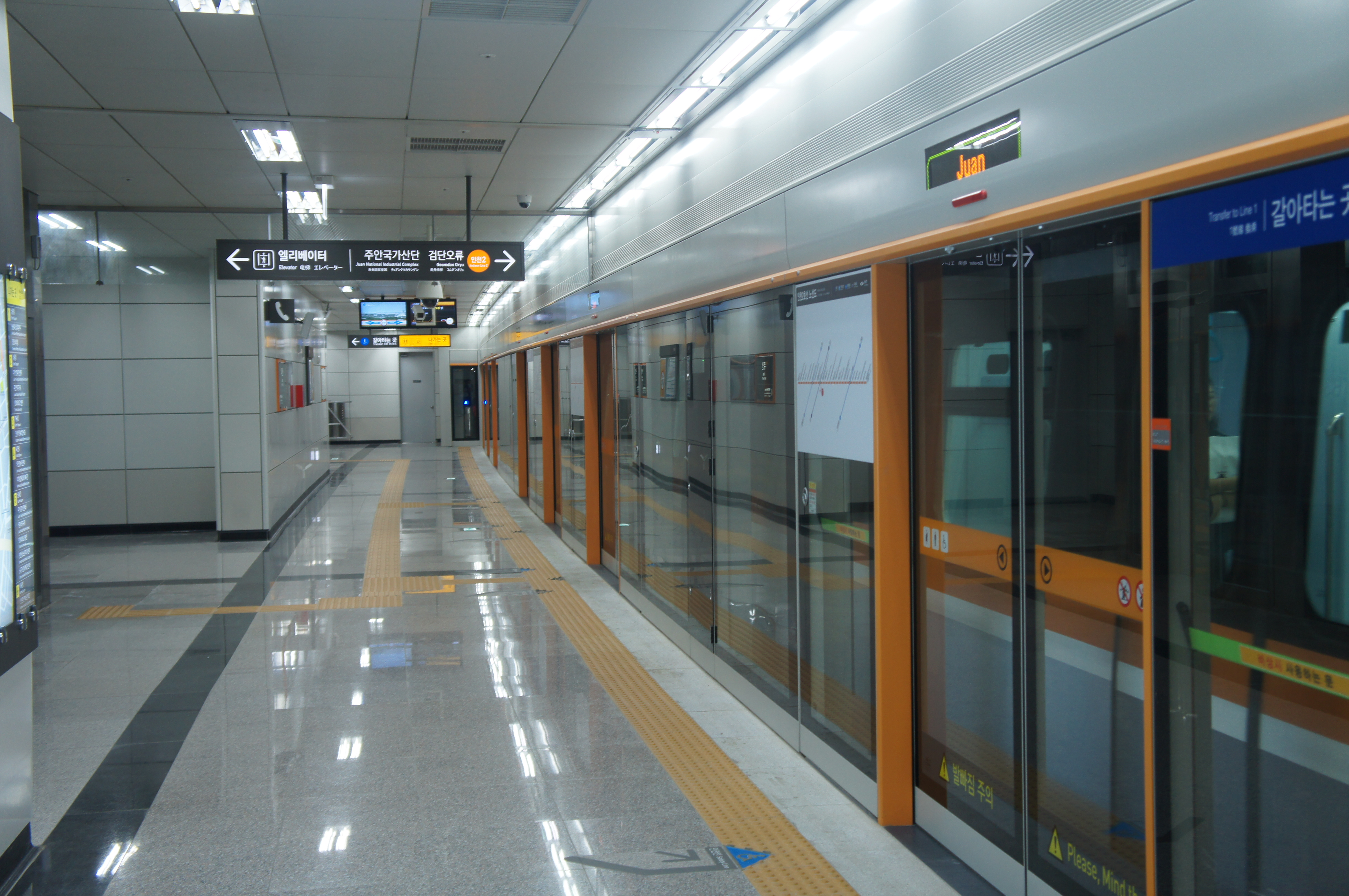
プラットホーム

### 仁川交通公社
京仁線ホームの西側に位置する、相対式ホーム2面2線の地下駅。

### のりば
| 番線 | 路線      | 行先                           |
| ---- | --------- | ------------------------------ |
| 上り | 仁川2号線 | カジェウル・黔岩・黔丹梧柳方面 |
| 下り | 仁川2号線 | 市民公園・仁川市庁・雲宴方面   |

- 改札口
- プラットホーム

## 利用状況
近年の1日平均利用人員推移は下記のとおりである。
| 年     | 1号線            | 1号線            | 出典 |
| 年     | 1日平均 乗降人員 | 1日平均 乗車人員 | 出典 |
| ------ | ---------------- | ---------------- | ---- |
| 2000年 | 59,039           | 30,071           |      |
| 2001年 | 69,463           | 35,356           |      |
| 2002年 | 78,219           | 38,892           |      |
| 2003年 | 81,955           | 41,651           |      |
| 2004年 | 62,062           | 31,040           |      |
| 2005年 | 62,512           | 31,103           |      |
| 2006年 | 59,838           | 29,985           |      |
| 2007年 | 60,242           | 30,079           |      |
| 2008年 | 60,860           | 30,257           |      |
| 2009年 | 59,691           | 29,746           |      |
| 2010年 | 63,727           | 31,818           |      |
| 2011年 | 65,793           | 32,888           |      |
| 2012年 | 64,419           | 32,230           |      |
| 2013年 | 63,323           | 31,662           |      |
| 2014年 | 63,280           | 31,576           |      |
| 2015年 | 61,753           | 30,848           |      |
| 2016年 | 56,873           | 28,477           |      |
| 2017年 | 50,918           | 25,446           |      |
| 2018年 | 48,523           | 24,230           |      |

## 駅周辺

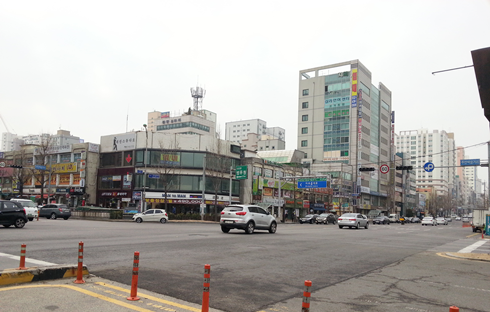
駅周辺の様子

南口
- 仁川石岩初等学校（朝鮮語版）
- 京仁地方食品医薬品安全庁
- 仁川家庭法院（朝鮮語版）
- 仁川南部警察署朱安駅地区隊
- 朱安公園
- 仁川サラン病院
- CGV南朱安

北口
- 仁川朱安北初等学校（朝鮮語版）
- 朱安1洞住民センター
- CGV朱安駅
- 国民銀行朱安北支店

## 隣の駅
韓国鉄道公社
 京仁線（首都圏電鉄1号線）
特急
富平駅 (152) - 朱安駅 (156) - 東仁川駅 (160)
急行　
銅岩駅 (154) - 朱安駅 (156) - 済物浦駅 (158)
緩行
間石駅 (155) - 朱安駅 (156) - 道禾駅 (157)
仁川交通公社
 2号線
朱安国家産団駅 (I217) - 朱安駅 (I218) - 市民公園駅 (I219)